# Оптико-пространственная агнозия
Оптико-пространственная агнозия — вид зрительной агнозии. Характеризуется нарушением определения пространственных признаков (величины, удалённости, направленности, расположение объектов относительно друг друга).

## Локализация
Оптико-пространственная агнозия возникает при повреждении верхнетеменных и теменно-затылочных отделов коры левого или правого полушарий мозга, которые осуществляют комплексное взаимодействие нескольких анализаторных систем (зрительной, слуховой, тактильной, вестибулярной). Особенно грубо оптико-пространственная агнозия проявляется при симметричных двусторонних очагах поражения. Однако и при одностороннем поражении эти нарушения также выражены достаточно отчетливо.
В основе оптико-пространственной агнозии, и в основе других проявлений поражения теменной системы мозга, лежит нарушение двух факторов: соматосенсорного и пространственного (и квазипространственного) анализа и синтеза. А.Р Лурия рассматривал оптико-пространственные нарушения как дефект синтеза информации различных модальностей.

## Проявления
Согласно Е. Д. Хомской, у больных с оптико-пространственной агнозией нарушается ориентация в пространственных признаках окружающей среды и изображений объектов. Это такие признаки, как лево-правая ориентировка, ориентировка в верхне-нижних координатах (в грубых случаях). Такие больные не понимают географическую карту, у них нарушена ориентировка в сторонах света.
У больных с оптико-пространственной агнозией нарушаются пространственные способности, в том числе способность рисовать (при этом сохраняется способность копировать изображения). Они не умеют передавать на рисунке пространственные признаки объектов (дальше-ближе, больше-меньше, слева-справа, сверху-снизу). В некоторых случаях нарушается общая схема рисунка — больной изображает части объекта отдельно друг от друга и не может их соединить. Нарушение рисунка происходит чаще при поражении задних отделов правого полушария.
В ряде случаев (обычно в случае очагов в правом полушарии) наблюдается односторонняя оптико-пространственная агнозия (игнорирование левой половины пространства). В этом случае больные изображают только одну сторону предмета (чаще правую) или грубо искажают изображение одной (чаще левой) из них.
Оптико-пространственные нарушения могут влиять на навык чтения. В этих случаях возникают трудности прочтения несимметричных букв, имеющих «лево-правые» признаки (к, м, р, ч и др.).
У больных с этой формой агнозии часто нарушается праксис позы (нарушается зрительная афферентация пространственно-организованных движений). Это проявляется в том, что они не могут скопировать позу, потому что не знают, как расположить руку по отношению к своему телу из-за нарушения восприятия пространственных отношений. Диагностируют данное нарушение пробами Хэда. Также у них есть трудности в повседневных двигательных актах, требующих пространственной ориентировки (не могут застелить постель, одеться — апраксия одевания).
Сочетания зрительно-пространственных (агнозий) и двигательно-пространственных расстройств (апраксий) называют апрактоагнозией.
И. Тонконогий и А. Пуанте выделяют следующие типы оптико-пространственной агнозии:
- Зрительная дезориентация в окружающей обстановке — трудности зрительного распознания пространственных отношений объектов в контексте непосредственного окружения, воспринимаемого субъектом.
  - агнозия глубины — нарушение способности локализации объектов в трехмерном пространстве, особенно в сагиттальной плоскости. У больных есть трудности трудности определения абсолютного расстояние до объекта и относительной локализацию двух объектов (какой из объектов находится ближе, какой из объектов выше), могут быть ошибки в подсчете числа объектов, находящихся на одной линии проекции. В некоторых случаях нарушается локализация объектов в фронтальной (коронарной) плоскости, что вызывает трудности в восприятии расположения объекта справа или слева от наблюдателя. Такие больные допускают ошибки, когда пытаются дотронуться до объекта, соприкоснуться с ним при ходьбе или сравнить размеры двух видимых объектов. Все вышеперечисленной вызывает нарушение ориентации в трехмерном пространстве. Бывают случаи, когда ориентация в реальном трехмерном пространстве сохранна, но при этом есть нарушения переработки зрительно-пространственной информации в двумерном пространстве (на бумаге). Это связано с нарушением оценки пространственных свойств.
  - нарушение стереоскопического зрения (редкий тип нарушения). В некоторых случаях сопровождает агнозию глубины
  - зрительная аллоэстезию (оптическая аллоэстезия) - это удвоение или утроение объекта в зрительном поле
- Топографическая дезориентация — утрата человеком способности перемещаться в пространстве к определенному месту назначения, нарушения распознания свойств окружающего пространства или топографических ориентиров. Топографическая дезориентация часто сопровождается прозопагнозией. До сих пор ведется дискуссия о различиях между топографической агнозией и топографической апраксией. Трудно отделить топографическую ориентацию от апраксии (внутренней навигации), потому что ее клинические проявления выглядят как расстройства деятельности передвижений по определенному маршруту к цели. Это похоже на нарушения движений руки при рисовании в случае апрактоагнозии.
  - топографическая дезориентация в реальном пространстве:
    - в реальном знакомом пространстве. Пациенты утрачивают способность ориентироваться в собственном доме, находить ранее хорошо знакомую дорогу или возвращаться домой с прогулки по окрестностям. В более серьезных случаях пациент не может найти туалет, свою комнату или кровать в собственном доме или больнице. Иногда направление выбирается правильно, но способность ориентироваться в определенных точках маршрута может нарушаться. Пациент может дойти до места, где необходимо повернуть, но при этом он не может понять, откуда он пришел и куда нужно свернуть дальше. В таких случаях пациенты пытаются использовать некоторые признаки объектов, так как распознание объектов обычно остается сохранно.
    - нарушения общей топографической самоориентации — неспособность определить свое местоположение в общей топографической системе координат. Пациент не в состоянии определить свое настоящее местонахождение: помещение, здание, местность, город, страну. Эти нарушения также могут являться одним из важных признаков снижения интеллекта со значительными расстройствами памяти.

  - топографическая дезориентация в виртуальном пространстве — нарушения способности описывать или рисовать планы местности. Проявляются в нарушении обозначения севера, юга, запада и востока, в трудностях понимания топографических координат и обозначения относительного расположения географических объектов. Может быть нарушена ориентация по настоящей карте, а если карта повернута неправильно, пациенту трудно найти свое положение на ней. Трудности возникают, когда пациенты пытаются нарисовать или описать дорогу, вспомнить пространственное расположение улиц города, нарисовать или описать план собственной квартиры или комнаты. Во многих случаях эти нарушения могут не сопровождаться дезориентацией в реальном пространстве. Также при нарушениях ориентации в реальном пространстве способность описать или нарисовать местность может оставаться сохранной.

## В литературе
Нарушение, подобное оптико-пространственной агнозии, описано в книге А. Р. Лурия «Потерянный и возвращённый мир» (1971). В ней рассказывается о больном, получившем ранение затылочно-теменной области левого полушария мозга.